# تحت محاصره
تحت محاصره (انگلیسی: Under Siege) یک فیلم اکشن و دلهره‌آور آمریکایی به کارگردانی اندرو دیویس بر اساس فیلمنامه‌ای از جاناتان فردریک لاتن است که در سال ۱۹۹۲ منتشر شد. استیون سیگال (که تهیه‌کننده فیلم نیز بود)، تامی لی جونز، گری بیوسی و اریکا النیاک در این فیلم بازی می‌کنند. سیگال نقش کیسی رایبک، یک نیروی دریایی سابق را بازی می‌کند، که باید گروهی از مزدوران را پس از فرماندهی کشتی جنگی میسوری نیروی دریایی ایالات متحده دفع کند.
تحت محاصره که در ۹ اکتبر ۱۹۹۲ منتشر شد، هم موفقیتی انتقادی و هم تجاری داشت و دو نامزدی جایزه اسکار را برای تولید صدا دریافت کرد و بیش از ۱۵۶٫۶ میلیون دلار در باکس آفیس جهانی فروش کرد. این اغلب بهترین فیلم استیون سیگال تا به امروز در نظر گرفته می‌شود. در سال ۱۹۹۵ دنباله‌ای به نام تحت محاصره ۲: قلمرو تاریکی ساخته شد که چندان مورد استقبال قرار نگرفت.
تحت محاصره آخرین فیلم پاتریک اونیل قبل از مرگ او در سال ۱۹۹۴ بود.

## داستان
گروهی تروریست به ناو جنگی یواس‌اس میزوری حمله می‌برند تا تجهیزات اتمی کشتی را به یک دولت خارجی بفروشند. اما آشپز کشتی، «کیسی ریباک» (سیگال) که کاماندوی سابق نیروی دریایی است به مقابله با آنان می‌پردازد…

## بازیگران
- استیون سیگال[۳]
- تامی لی جونز[۴]
- اریکا النیاک
- گری بیوسی
- پاتریک اونیل
- دامیان چاپا
- کالم مینی
- اندی رومانو
- دیل دای
- گلن مورشور
- نیک مانکوسو
- ریموند کروز
- تروی اوانز
- کین هادر
- برنی کیسی
- دوین دیویس

## ساخت
این فیلم بر اساس یک فیلمنامه اصلی توسط جاناتان فردریک لاتن به نام Dreadnought ساخته شد که به قیمت ۱ میلیون دلار فروخته شد. وارنرز می‌خواست سیگال در این فیلم بازی کند اما او ابتدا آن را رد کرد.

## گیشه
در آخر هفته افتتاحیه، این فیلم از ۲۰۴۲ سینما ۱۵٫۷۶۰٫۰۰۳ دلار با میانگین ۷٫۷۱۷ دلار فروش کرد. از آنجا به ۸۳٫۵۶۳٫۱۳۹ دلار رسید. در سراسر جهان، ۱۵۶٬۵۶۳٬۱۳۹ دلار درآمد. در آن زمان، این فیلم موفق‌ترین فیلمی بود که قبل از اکران برای هیچ منتقدی اکران نشده بود.

## بازخوردها
- تماشاگران در نظرسنجی سینماسکور به فیلم نمره متوسط "A-" در مقیاس A+ تا F دادند.[۶]
- منتقدان بازی‌های تامی لی جونز و گری بوزی را به عنوان شخصیت‌های شرور فیلم تحسین کردند.[۷][۸][۹]
- در راتن تومیتوز بر اساس نقدهای ۳۰ منتقد به فیلم امتیاز ۸۰ درصدی می‌دهد.[۱۰] اجماع سایت بیان می‌کند: «یک اکشن هیجان‌انگیز با کارگردانی خوب که از فضای محدود خود نهایت استفاده را می‌کند، این فیلم نقطه اوج اکشن اوایل دهه ۹۰ است.»